# Annihilator
Annihilator este o formație canadiană de thrash metal, înființată în Ottawa, în 1984, de chitaristul Jeff Waters. Trupa este remarcată pentru cel mai consacrat album thrash al lor, Alice in Hell, lansat în 1989 în care este inclusă piesa Alison Hell. Piesa descrie o poveste reală a unei fete din Montreal care vedea un strigoi noaptea, iar această iluzie i-a creat probleme psihice foarte grave care nu mai puteau fi vindecate. Trupa neagă faptul că nu au lansat piesa ca un semn de batjocură asupra fetei, cum au confirmat criticii muzicali, ci ca să arate faptul că nu este un lucru grav faptul că mai ai vise sau iluzii înfricoșătoare, dar aceste imagini inexistente trebuie evitate sau înfrânte.